# Боргата Пјано Примефољије (Торино)
Боргата Пјано Примефољије је насеље у Италији у округу Торино, региону Пијемонт.
Према процени из 2011. у насељу је живело 39 становника. Насеље се налази на надморској висини од 443 м.